# شعيرية حارة آزورية
شعيرية حارة آزورية (الاسم العلمي: Thermothrix azorensis) هي نوع من البكتيريا، سلبية الغرام، تتبع جنس الشعيريات حارة.